# Biserica „Sfinții Arhangheli Mihail și Gavriil” din Zaim
Biserica „Sf. Arhangheli Mihail și Gavriil” este o biserică amplasată în Zaim, raionul Căușeni, Republica Moldova. Este un monument arhitectural de importanță națională inclus în Registrul monumentelor Republicii Moldova ocrotite de stat cu nr. 168 (raionul Căușeni). Datează din 1871.